# یواس‌اس ادیسون (دی‌دی-۴۳۹)
یواس‌اس ادیسون (دی‌دی-۴۳۹) (به انگلیسی: USS Edison (DD-439)) یک کشتی بود که طول آن ۳۴۸ فوت ۳ اینچ (۱۰۶٫۱۵ متر) بود. این کشتی در سال ۱۹۴۰ ساخته شد.